# Rahimabad-e Olja
Rahimabad-e Olja (perski: رحيمابادعليا) – wieś w Iranie, w ostanie Kermanszah. W 2006 roku miejscowość liczyła 170 mieszkańców w 39 rodzinach.